# Крымчакская письменность
Возникновение крымчакской письменности на основе арамейского алфавита связано, очевидно, с необходимостью перевода молитв с древнееврейского языка (памятник конца XV — начала XVI вв. «Ритуал Каффы»). В учебных пособиях по крымчакскому языку, изданных в 1930-е годы, использовался латинский алфавит:
| A a | B ʙ | C c | Ç ç | D d | E e | F f | G g |
| H h | I i | J j | Ь ь | K k | Q q | Ƣ ƣ | L l |
| M m | N n | Ꞑ ꞑ | O o | Ɵ ɵ | P p | R r | S s |
| Ş ş | T t | U u | Y y | V v | Z z | Ƶ ƶ |     |

После 1936 года книгоиздание на крымчакском языке было прекращено, и язык официально попал в разряд бесписьменных. При записи текстов на своём языке начиная с конца 1930-х года крымчаки пользовались русской кириллицей. В 1990-е годы был разработан новый крымчакский алфавит на основе кириллицы. В отличие от большинства кириллических алфавитов бывшего СССР, из нового крымчакского алфавита были исключены русские буквы, обозначающие отсутствующие в крымчакском языке звуки (Ё, Ж, Ц, Щ, Ъ, Ю, Я).

## Современный алфавит
| А а | Б б | В в | Г г   | Гъ гъ | Д д | Е е | З з   |
| И и | Й й | К к | Къ къ | Л л   | М м | Н н | Нъ нъ |
| О о | Ӧ ӧ | П п | Р р   | С с   | Т т | У у | Ӱ ӱ   |
| Ф ф | Х х | Ч ч | Чъ чъ | Ш ш   | Ы ы | Ь ь | Э э   |